# Cmentarz żołnierzy radzieckich w Morągu
Cmentarz żołnierzy radzieckich w Morągu – cmentarz wojenny z II wojny światowej, na którym pochowanych zostało 964 żołnierzy Armii Czerwonej.

## Opis
Cmentarz został założony w listopadzie 1945, był remontowany w 2006. Na jego terenie znajduje się 61 zbiorowych grobów o wymiarach 1,8 na 4,7 m. Każda z mogił jest otoczona obramowaniem betonowym i oznaczona numerem, nie ma natomiast tablic imiennych. Większość pochowanych, 777 z łącznej liczby 964 żołnierzy, nie została zidentyfikowana. W centralnej części nekropolii znajduje się pomnik w postaci betonowej kolumny z napisem "Wieczna sława bohaterom", drogę do niego wyznacza aleja obsadzona krzewami iglastymi. Cmentarz otacza siatka.